# Wolin (stad)
Wolin [ˈvɔlʲin] (danska, tyska och svenska: Wollin) är en tidigare hansestad i nordvästra Polen, belägen i Powiat kamieński i Västpommerns vojvodskap på ön Wolin. Staden hade 4 952 invånare 2013 och är säte för en stads- och landskommun med sammanlagt 12 376 invånare. Wolin var under namnen Julin, Jums och Jomsborg känd som en betydande handelsstad i regionen under vikingatiden och tidig medeltid, och omkring staden finns omfattande arkeologiska lämningar från denna tid.

## Geografi
Staden Wolin ligger på ön med samma namn, på västra stranden av floden Dziwna som här bildar Oderlagunens utlopp i Östersjön. På andra sidan floden ligger det polska fastlandet. 

## Historia

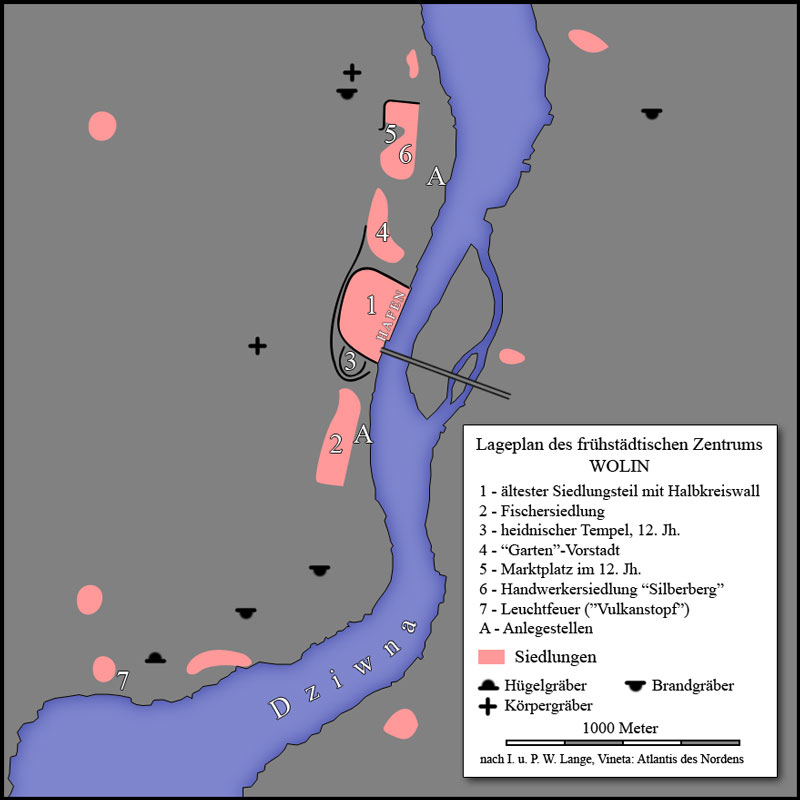
Bosättningar i trakten omkring Wolin under tidig medeltid

Arkeologiska fynd har visat att denna plats vid ön Wolins sydöstra udde var en betydande slavisk stad redan från 700-talet och under vikingatiden, och är troligen identisk med den ort som i de isländska sagorna benämns Jomsborg. År 980 omnämns orten första gången i skriftliga källor som Julin. Staden uppskattas vid denna tid haft upp till 8 000 invånare och sträckt sig utefter floden från Galgberget (Wzgórze Wisielcow) i söder till Silverberget i norr. Stadens begravningsplats befann sig vid Galgberget i söder, där flera arkeologiska fynd gjorts, med den senaste stora utgrävningen utförd på 1950-talet. Fortfarande är ett 30-tal av gravhögarna bevarade. 
Adam av Bremen omnämner år 1080 staden, som han kallar Jumne, som en av de viktigaste slaviska bosättningarna i östersjöområdet, där tyskspråkiga kristna levde tillsammans med slaver och vikingar men inte öppet tilläts utöva sin tro. Staden och ön var under 1000- och 1100-talen omstridd mellan Danmark och Polen och bosättningen förlorade genom den upprepade förstörelsen under denna tid sin betydelse. Under 1200-talet blev staden hansestad och fick 1277 stadsrättigheter av hertigen Barnim I av Pommern. Under denna tid var staden känd under det tyska namnet Wollin. Vid denna tid uppfördes även stadens medeltida slott, som under senmedeltiden fungerade som ett hertigligt sidoresidens och änkesäte för hertigdömet Pommern.

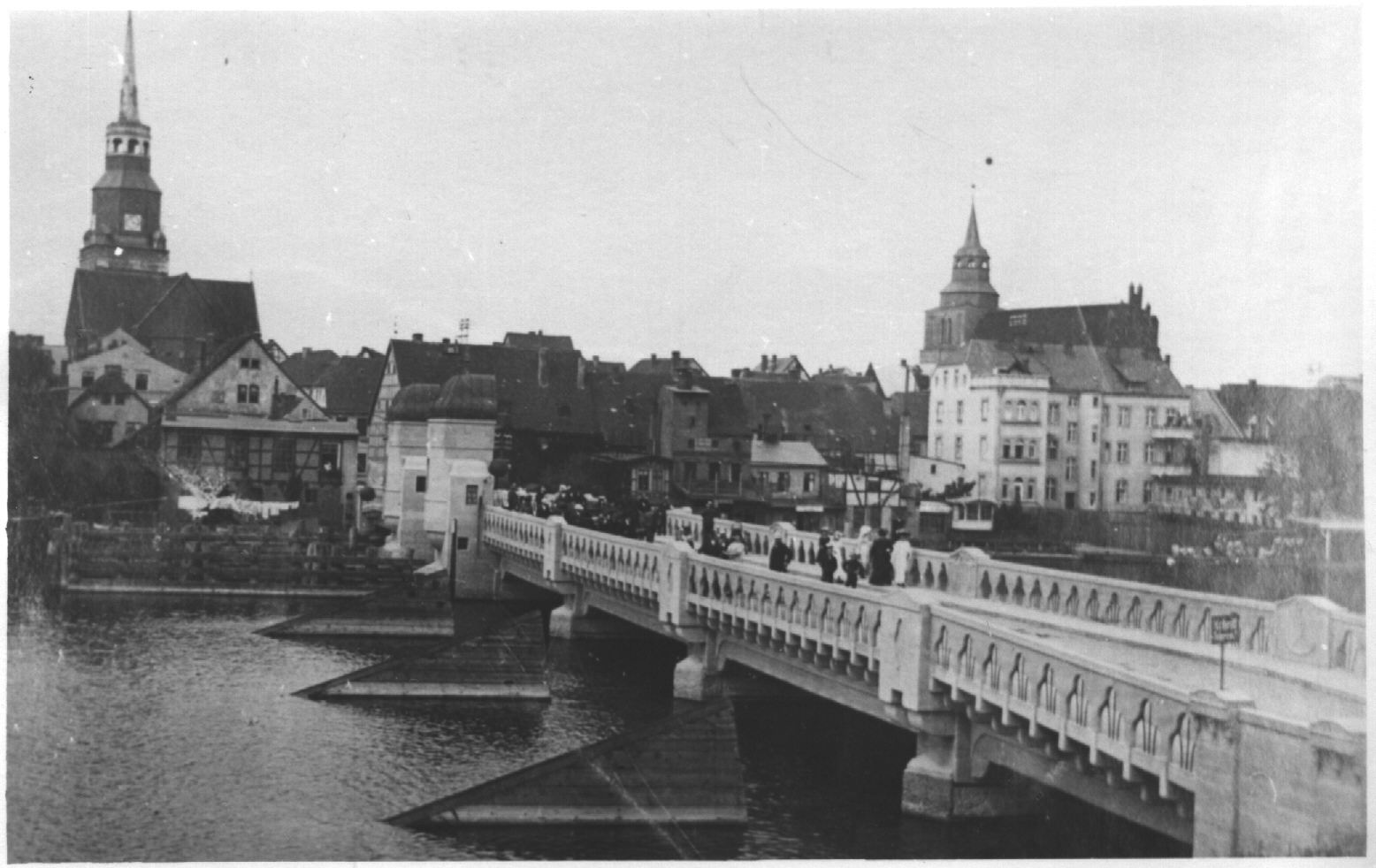
Wollin i början av 1900-talet.

Wollin drabbades av trettioåriga krigets härjningar och tillföll i Westfaliska freden 1648 Sverige som en del av Svenska Pommern. 1675 förstördes stadens slott under  Skånska krigets strider mellan Sverige och markgrevskapet Brandenburg, och återuppfördes aldrig. Den svenska epoken varade fram till 1720, då staden tillföll Preussen. Vid denna tid hade Wollin endast omkring 500 invånare, som huvudsakligen försörjde sig genom fiske. År 1892 anslöts staden till järnvägsnätet och växte i samband med industrialiseringen, då nya stadsdelar anlades.
Staden förstördes till större delen under slutfasen av andra världskriget 1945, och tillföll därefter Polen enligt Potsdamöverenskommelsen. Den då huvudsakligen tysktalande befolkningen tvångsförflyttades till Tyskland under åren 1945–1947. Under decennierna efter kriget återbefolkades staden av huvudsakligen polsktalande invånare från andra delar av Polen och de tidigare polska områdena i Sovjetunionen. Sedan dess bär staden officiellt den polska formen av stadens namn, Wolin.

## Kultur och sevärdheter

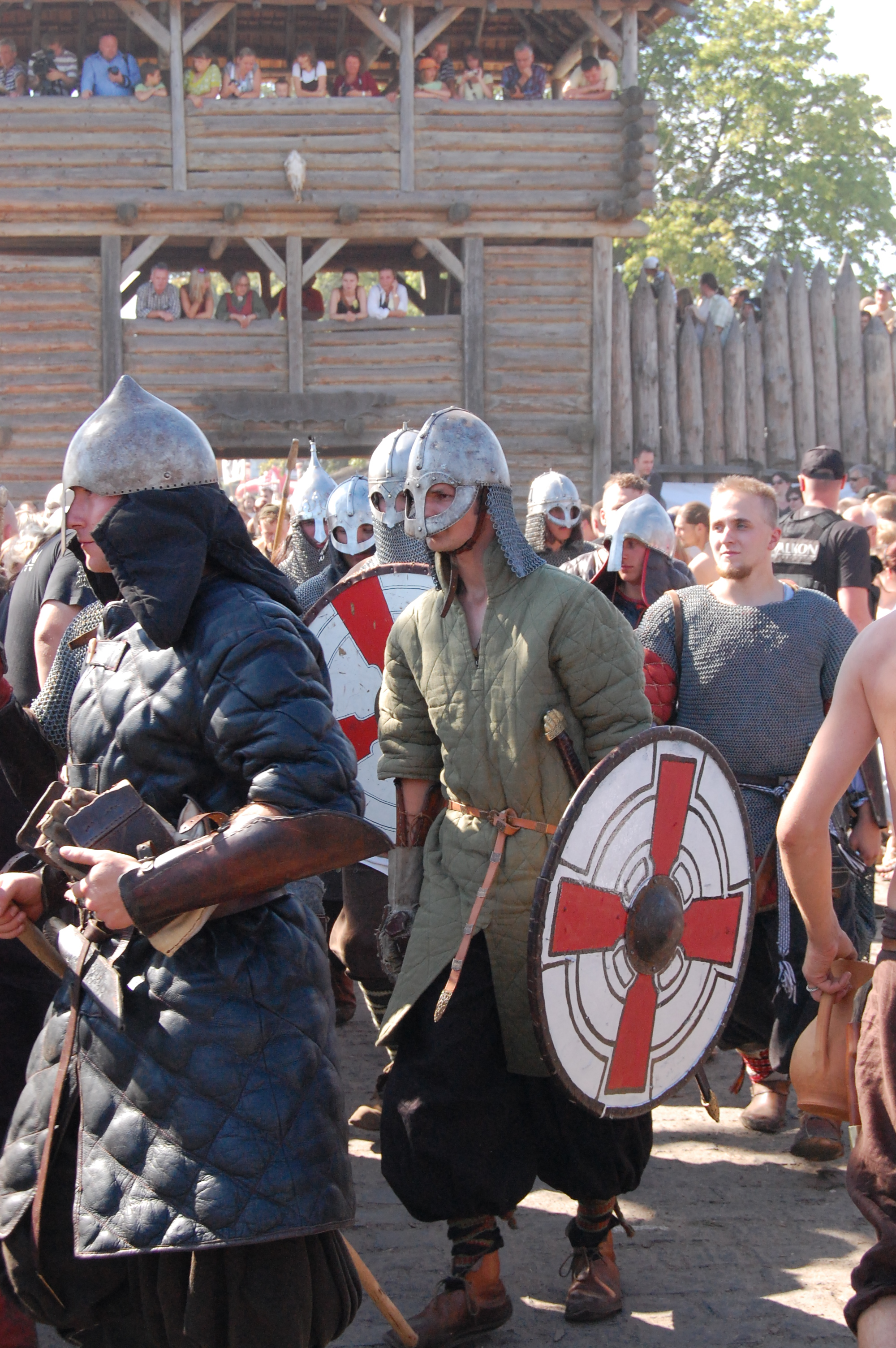
Slaver och vikingar-festivalen 2009

- Nikolaikyrkan, uppförd i sen tegelgotik, med ett västtorn i barockstil från 1705.
- Rådhuset, uppfört 1881
- Hembygdsmuseum med arkeologiska fynd från utgrävningarna i staden 1930, 1952 och 1992
- Slaviskt gravfält söder om staden vid Galgberget (Wzgórze Wisielcow)
- Arkeologiska utgrävningsplatser utefter floden Dziwna
- Wolins herrgård, uppförd omkring år 1800 för adelssläkten von Below. År 2012 fann man under en restaurering rester av det cistercienserkloster som fanns på platsen under medeltiden. Källarvalven utgör rester av Wollins medeltida slott.
- Wolins friluftsmuseum (Skansen w Wolinie), friluftsmuseum med en rekonstruerad slavisk och vikingaby på ön på flodens östra sida. Varje år äger en vikingafestival rum här första helgen i augusti.
- Innerstaden, med rester av den äldre historiska bebyggelsen
- Wolins hamn

## Kommunikationer
Staden har en järnvägsstation för regionaltåg på linjen Szczecin – Świnoujście. Förutom stadens station Wolin Pomorski stannar tågen även i Parlówko, Troszyn, Recław, Mokrzyca Wielka och Ładzin inom kommunens gränser.
Genom Wolin passerar den nationella landsvägen DK 3 (Świnoujście - Jakuszyce), som utgör en del av E65 och här korsar floden Dziwna i öst-västlig riktning.
Staden har även en mindre hamn.

## Kända personer från Wolin

### Födda i Wollin
- Johannes Bugenhagen (1485–1558), luthersk reformator.

### Personer med anknytning till Wolin
- Harald Blåtand (omkring 910–986), norsk och dansk kung, avled 986 i Wolin.
- Vartislav I av Pommern (omkring 1100–1148), hertig av Pommern, grundade Wollins biskopsstift.
- Adalbert av Pommern (död omkring 1160), förste biskop av Wollin.
- Marzena Cieślik, Miss Polen 2006, bosatt i Wolin.

## Vänorter
- Sverige: Staffanstorp
- Tyskland: Usedom och Kalkar
- Frankrike: Venansault